# Alcyonidium epispiculum
Alcyonidium epispiculum är en mossdjursart som beskrevs av Porter och Hayward 2004. Alcyonidium epispiculum ingår i släktet Alcyonidium och familjen Alcyonidiidae. Inga underarter finns listade i Catalogue of Life.